# Carleton Beals
Carleton Beals (Medicine Lodge, Kansas, 13 de noviembre de 1893 - Middletown, Connecticut, 26 de junio de 1979) fue un periodista y escritor estadounidense.
Después de realizar estudios relacionados con la ingeniería, viajó por multitud de países, como México, España, Italia, Nicaragua, Grecia, Alemania, la Unión Soviética y Cuba, escribiendo sobre ellos. Debido a su negativa a combatir en la Primera Guerra Mundial, fue encarcelado en tres ocasiones y se exilió en México en julio de 1918 junto con su hermano menor Ralph. Fue asimismo crítico con la actitud de los Estados Unidos en Latinoamérica, escribiendo desde una perspectiva «anti-imperialista». Tuvo problemas para publicar parte de sus investigaciones y fue vigilado por el FBI. Habría mantenido una relación de amistad con Manuel Azaña.
Entre sus más de cuarenta libros se encuentran obras como Mexico; an interpretation, Destroying Victor (1929), Mexican Maze (1931), con ilustraciones de Diego Rivera, Porfirio Diaz, Dictator of Mexico (1932), The Crime of Cuba (1933), Fire on the Andes (1934), Banana Gold, America South, Pan America, Rio Grande to Cape Horn, House in Mexico (1958) o Latin America: World in Revolution. John A. Britton publicó en 1987 una biografía de Beals, titulada Carleton Beals: A Radical Journalist in Latin America.